# Heterobapta
Heterobapta is een geslacht van vlinders van de familie spanners (Geometridae), uit de onderfamilie Ennominae.

## Soorten
- H. ejana Wiltshire, 1961
- H. plumellata Wiltshire, 1943